# Marie-Chantal Perron
Pour les articles homonymes, voir Perron.
Marie-Chantal Perron est une actrice et créatrice de vêtements canadienne née le 1er février 1967 à Châteauguay (Québec).

## Biographie

### Actrice
Marie-Chantal Perron étudie à l'École Nationale de Théâtre du Canada, d'où elle sort diplômée en 1989.
Elle commence sa carrière d'actrice en jouant dans de nombreux feuilletons et séries télévisées, comme Marguerite Volant (1996), Le Volcan tranquille (1997) ou Réseaux (1998). Elle joue également dans une quinzaine de pièces de théâtre, avec des metteurs en scène comme Serge Denoncourt, René Richard Cyr ou Robert Gravel.
En 2002, elle joue le rôle de Mademoiselle Charlotte dans le film La Mystérieuse Mademoiselle C., pour lequel elle est sélectionnée dans la catégorie « Meilleure actrice » pour le Prix Jutra 2003,. En 2004, elle reprend le même rôle dans la suite : L'Incomparable Mademoiselle C..
En 2005, elle interprète le rôle d'Élise Belzile dans la série télévisée Nos étés, pour lequel elle est sélectionnée au prix Gémeaux dans la catégorie « Meilleure interprétation rôle de soutien féminin : dramatique ».
En 2011, elle gagne le prix Gémeaux du « Meilleur premier rôle féminin » pour avoir joué le rôle d'Annette Léger dans la série télévisée Destinées.

### Ligne de vêtements
Passionnée depuis son enfance par la couture grâce à l'influence de sa mère, qui travaillait dans ce milieu, Marie-Chantal Perron décide de suivre des cours de couture et de réaliser ses propres créations. En 2005, elle crée la ligne de vêtements « Dandine », dont les 70 pièces uniques sont mises en vente exclusive dès le 20 octobre 2005 à la boutique Kamikaze Curiosités, sur la rue Saint-Denis à Montréal,.
Elle sort par la suite trois autres collections, toutes vendues dans la boutique Kamikaze Curiosités. Au début de 2007, elle lance « 40 jupes pour mes 40 ans ! », une collection printemps-été composée de jupes aux couleurs chatoyantes,. En 2008, c'est au tour de la collection « Dandine s’emballe ! », composée en majeure partie de redingotes. Puis, elle lance en novembre 2011 sa troisième collection, « Digne par Dandine », composée de jupes longues et chaudes ainsi que d'accessoires.

## Filmographie

### Cinéma
- 2000 : Monsieur, monsieur
- 2001 : Les Boys 3 : Sylvie
- 2002 : La Mystérieuse Mademoiselle C. : Mademoiselle Charlotte
- 2004 : L'Incomparable Mademoiselle C. : Mademoiselle Charlotte
- 2006 : Le Secret de ma mère : Annie
- 2008 : Borderline : Caroline
- 2008 : Babine : Jeanette Brodeur
- 2010 : Le Poil de la bête : Émérentienne
- 2012 : Ésimésac : Jeanette Brodeur
- 2012 : J'espère que tu vas bien 1 : Marie-Chantal
- 2013 : Amsterdam de Stefan Miljevic : Simone
- 2014 : J'espère que tu vas bien 2 : Marie-Chantal
- 2018 : Les Scènes fortuites de Guillaume Lambert : Chantale

### Télévision
- 1987 - 1990 : La Maison Deschênes : Rita
- 1987 - 1994 : Chop Suey : Clémence Pistacchio
- 1992 - 1995 : Graffiti : Sofia Coronetti
- 1995 - 1996 : Les Héritiers Duval : Sonia Lanthier
- 1995 : Le Sorcier : Rose
- 1996 : Marguerite Volant : Simone
- 1996 : 10-07: L'affaire Kafka : Louise
- 1997 - 1998 : Le Volcan tranquille : Coralie Lebrun
- 1998 - 1999 : Réseaux : Sylvie
- 1999 - 2008 : Histoires de filles : Marie-Jo Desforges-Gauthier
- 2001 : Dans une galaxie près de chez vous : Destinée
- 2003 - 2004 : Hommes en quarantaine : Chantale
- 2005 : L'Héritière de Grande Ourse : Mère
- 2005 : Cover Girl : Catherine
- 2005 - 2008 : Nos étés : Élise Belzile
- 2007 - 2014 : Destinées : Annette Léger
- 2008 : Blaise le blasé : Fanny Cotton (voix)
- 2008 - 2016 : Les Parent : Marie
- 2009 - 2013 : Le Gentleman : Nathalie Cadieux
- 2010 - 2012 : Les Rescapés : Marguerite Panzini
- 2013 : 30 vies : Myriam Gendron
- 2015 : Unité 9 : Madeleine Tessier
- 2018 : Demain des hommes : Élise Gagnon
- 2019 : Cérébrum : Louise Pellerin
- 2020 : L'Écrivain public : Mathilde Desrosiers
- 2020 : Pour toujours, plus un jour : Dre Baptiste
- 2020 : Toute la vie : Carolle
- 2021 : Famille magique : Suzanne Couture

## Ouvrages

### Romans
- Les douze mois de Marie, Éditions Mains Libres, 2022
- L'autre moi, Éditions Robert Laffont, 2024

## Distinctions

### Récompenses
- 2008 : Prix Artis, rôle féminin dans une télésérie québécoise
- 2011 : prix Gémeaux du « Meilleur premier rôle féminin » pour son rôle d'Annette Léger dans Destinées

### Nominations
- 2003 : Nomination pour le prix Jutra dans la catégorie « Meilleure actrice » pour son rôle de Mademoiselle Charlotte dans La Mystérieuse Mademoiselle C.
- 2005 : Nomination pour le prix Gémeaux dans la catégorie « Meilleure interprétation rôle de soutien féminin : dramatique » pour son rôle d'Élise Belzile dans la série Nos étés